# Anthogorgia agraricus
Anthogorgia agraricus is een zachte koraalsoort uit de familie Acanthogorgiidae. De koraalsoort komt uit het geslacht Anthogorgia. Anthogorgia agraricus werd in 1922 voor het eerst wetenschappelijk beschreven door Verrill. 